# Paris School of Business
Paris School of Business (anterior ESG Management School) este o Școală Europeană de Business cu multiple campusuri în locații precum Paris și Rennes. A fost înființată în 1974.
Programele sale sunt dublu acreditate internațional prin AMBA și CGE. Școala de business se remarcă prin absolvenți de renume în afaceri și politică precum: Franck Louvrier (Director Executiv Publicis Events) și Vianney (cântăreață).